# USS S-4 (SS-109)
L'USS S-4 (SS-109) va ser un submarí de classe S de la Marina dels Estats Units d'Amèrica. En 1927, va ser enfonsat en xocar accidentalment amb un destructor de Guàrdia Costanera amb la pèrdua de tots els seus tripulants. Tanmateix, va ser recuperat i restaurat per al servei fins que va patir un sinistre en 1936.

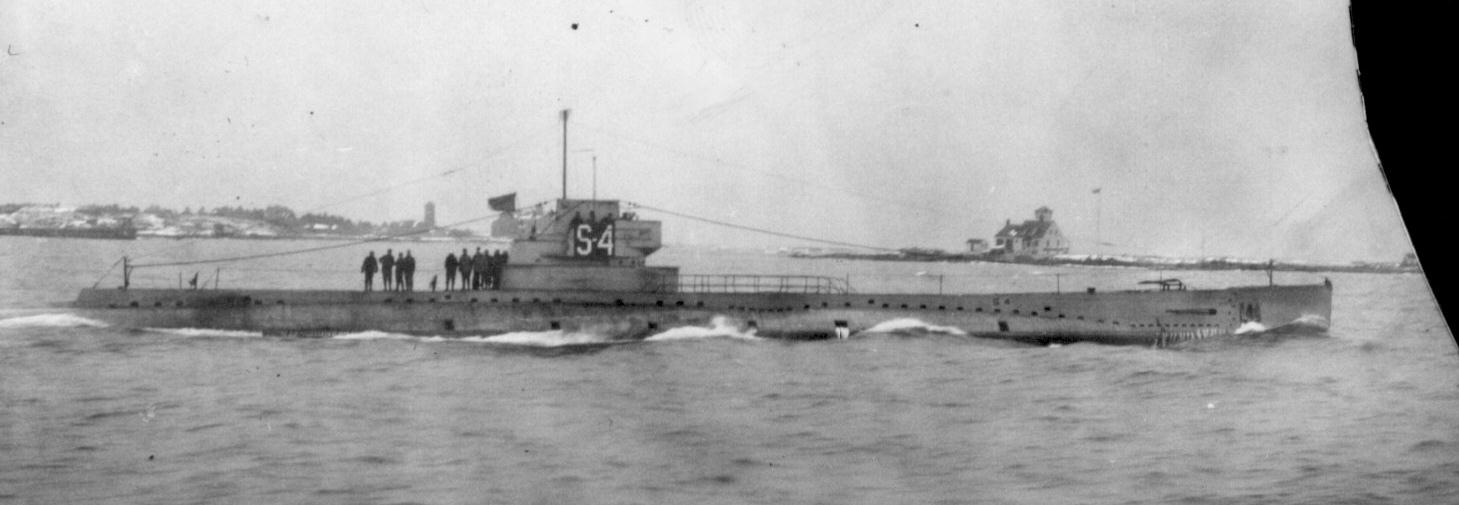
USS S-4